# Emirát Bari
Emirát Bari byl krátkodobě existující stát v Apulii v jihovýchodní Itálii, který existoval od roku 847 do 871. Emirát ovládal město Bari a jeho okolí.

## Historie

### Islámské dobytí města Bari
Jihoitalské město Bari bylo v devátém století součástí Byzantské říše, která ho získala za vlády císaře Justiniána v 6. století. Severoafrická islámská dynastie Aghlabovci na město poprvé zaútočila roku 840 či 841, kdy ho krátkodobě dobyla. Roku 847 dobyl Bari islámský vojevůdce berberského původu Kalfün, pravděpodobně pocházející ze Sicílie.

### Vývoj
Kalfünův nástupce Mufarrag ibn Sallam požádal o uznání abbásovského chalífu Al-Mutawakkila. Bari se tak dostalo pod abbásovský vliv.
Třetím emírem byl Sawdan, který roku 857 zavraždil svého předchůdce. Napadl langobardské knížectví Benevento, které bylo součástí Langobardského království a nacházelo se v jižní Itálii. Pod islámskou nadvládou město ve velké míře obchodovalo s otroky a keramikou. Sawdan vedl roku 859 válku proti Capue. Lambert I. ze Spoleta (vévoda Spoletského vévodství) se mu neúspěšně pokusil zabránit v návratu do Bari. Do emirátu utekl jeden účastník revolty proti císaři Francké říše Ludvíkovi II. Italskému. 

### Dobytí Ludvíkem II. Italským

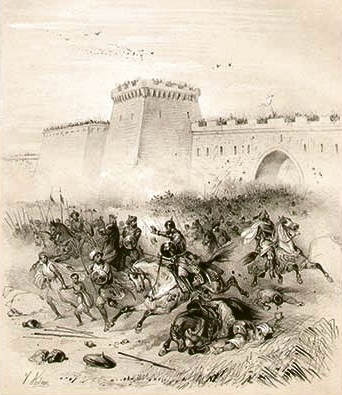
Ludvík II. Italský dobývá Bari

Roku 865 Ludvík Italský začal shánět armádu s cílem získat zpět Bari. Armáda se měla shromáždit roku 866 v Luceře. V roce 867 začala válka, Ludvík získal zpět pod křesťanskou vládu města Matera a Oria. Roku 868 se Ludvíkova posádka usídlila v Canose. Tou dobou Ludvík jednal s císařem Byzantské říše Basilem I. o sňatku své dcery s Basilovým nejstarším synem Konstantinem, přičemž součástí jednání pravděpodobně byla také snaha o byzantskou pomoc při námořním obléhání Bari. 
Společný útok byl plánován na léto 869. Ludvík mezitím zůstal v Beneventu. Dle knihy Annales Bertiniani čítala byzantská flotila 400 lodí. Flotilu vedl Niketas Ooryphas, který předpokládal, že Ludvík předá svou dceru, což však Ludvík z neznámých důvodů odmítl.
Roku 870 přešli muslimové do protiútoku, zpustošilo Gargano včetně katolické svatyně Santuario di San Michele. Ludvík znovu vstoupil do Apulie a Kalábrie a v menších střetech porazil muslimy. Dalšího velkého útoku se účastnili Frankové, Němci, Langobardi i chorvatská flotila z Dubrovníku pod vedením Domagoje.
V únoru roku 871 získal Ludvík II. Italský samotné město Bari. Sawdan byl zajat a odveden do Beneventa. Muslimové již nikdy nedobyli žádné město v pevninské Itálii.